# Snap!/Diskografie
Diese Diskografie ist eine Übersicht über die musikalischen Werke der deutschen Eurodance-Musikgruppe Snap! Den Quellenangaben und Schallplattenauszeichnungen zufolge hat sie mehr als 13,7 Millionen Tonträger verkauft, davon alleine in ihrer Heimat über zwei Millionen. Ihre erfolgreichste Veröffentlichung ist das Debütalbum World Power mit über sieben Millionen verkauften Einheiten.

## Alben

### Studioalben
| Jahr | Titel               | Höchstplatzierung, Gesamtwochen, AuszeichnungChartplatzierungen (Jahr, Titel, Platzierungen, Wochen, Auszeichnungen, Anmerkungen) | Höchstplatzierung, Gesamtwochen, AuszeichnungChartplatzierungen (Jahr, Titel, Platzierungen, Wochen, Auszeichnungen, Anmerkungen) | Höchstplatzierung, Gesamtwochen, AuszeichnungChartplatzierungen (Jahr, Titel, Platzierungen, Wochen, Auszeichnungen, Anmerkungen) | Höchstplatzierung, Gesamtwochen, AuszeichnungChartplatzierungen (Jahr, Titel, Platzierungen, Wochen, Auszeichnungen, Anmerkungen) | Höchstplatzierung, Gesamtwochen, AuszeichnungChartplatzierungen (Jahr, Titel, Platzierungen, Wochen, Auszeichnungen, Anmerkungen) | Anmerkungen                                               |
| Jahr | Titel               | DE | AT | CH | UK | US | Anmerkungen                                               |
| ---- | ------------------- | --- | --- | --- | --- | --- | --------------------------------------------------------- |
| 1990 | World Power         | DE7 Platin · (51 Wo.)DE | AT4 Gold · (39 Wo.)AT | CH4 Platin · (32 Wo.)CH | UK10 Gold · (38 Wo.)UK | US30 Gold · (49 Wo.)US | Erstveröffentlichung: 14. Mai 1990 Verkäufe: + 7.000.000  |
| 1992 | The Madman’s Return | DE3 Gold · (51 Wo.)DE | AT3 Gold · (32 Wo.)AT | CH7 Platin · (22 Wo.)CH | UK8 Gold · (15 Wo.)UK | US121 (20 Wo.)US | Erstveröffentlichung: 2. Februar 1992 Verkäufe: + 760.000 |
| 1994 | Welcome to Tomorrow | DE10 (18 Wo.)DE | AT15 (6 Wo.)AT | CH10 (7 Wo.)CH | UK69 (2 Wo.)UK | — | Erstveröffentlichung: 25. September 1994                  |

### Kompilationen
| Jahr | Titel                        | Höchstplatzierung, Gesamtwochen, AuszeichnungChartplatzierungen (Jahr, Titel, Platzierungen, Wochen, Auszeichnungen, Anmerkungen) | Höchstplatzierung, Gesamtwochen, AuszeichnungChartplatzierungen (Jahr, Titel, Platzierungen, Wochen, Auszeichnungen, Anmerkungen) | Höchstplatzierung, Gesamtwochen, AuszeichnungChartplatzierungen (Jahr, Titel, Platzierungen, Wochen, Auszeichnungen, Anmerkungen) | Höchstplatzierung, Gesamtwochen, AuszeichnungChartplatzierungen (Jahr, Titel, Platzierungen, Wochen, Auszeichnungen, Anmerkungen) | Höchstplatzierung, Gesamtwochen, AuszeichnungChartplatzierungen (Jahr, Titel, Platzierungen, Wochen, Auszeichnungen, Anmerkungen) | Anmerkungen                                              |
| Jahr | Titel                        | DE | AT | CH | UK | US | Anmerkungen                                              |
| ---- | ---------------------------- | --- | --- | --- | --- | --- | -------------------------------------------------------- |
| 1996 | Snap! Attack – Best of Snap! | DE14 (11 Wo.)DE | AT43 (3 Wo.)AT | CH37 (2 Wo.)CH | UK47 (2 Wo.)UK | — | Erstveröffentlichung: 26. August 1996 Verkäufe: + 50.000 |
| 2003 | 90>>2003 – The Cult of Snap! | DE43 (4 Wo.)DE | AT59 (3 Wo.)AT | CH26 (6 Wo.)CH | — | — | Erstveröffentlichung: 27. Juli 2003                      |
| 2009 | The Power – Greatest Hits    | — | — | — | UK76 (1 Wo.)UK | — | Erstveröffentlichung: Oktober 2009                       |

Weitere Kompilationen
- 2001: The Power of Snap!: The Greatest Hits
- 2001: This Is Snap!
- 2003: World Power (Part 1)
- 2003: World Power (Part 2)
- 2004: The Power of Snap!: Original Hits & Remixes
- 2008: Todos sus grandes exitos y sus Video Clips
- 2010: The Best of Snap!

### Remixalben
- 1995: The Essential Mix Show
- 1996: Snap! Attack – The Remixes
- 1996: Snap! Attack – The Remixes, Part II
- 2010: Rhythm Is a Dancer: Remixes 2010

### EPs
- 1996: Album Sampler

## Singles

### Als Leadmusiker
| Jahr | Titel Album                                                     | Höchstplatzierung, Gesamtwochen, AuszeichnungChartplatzierungen (Jahr, Titel, Album, Platzierungen, Wochen, Auszeichnungen, Anmerkungen) | Höchstplatzierung, Gesamtwochen, AuszeichnungChartplatzierungen (Jahr, Titel, Album, Platzierungen, Wochen, Auszeichnungen, Anmerkungen) | Höchstplatzierung, Gesamtwochen, AuszeichnungChartplatzierungen (Jahr, Titel, Album, Platzierungen, Wochen, Auszeichnungen, Anmerkungen) | Höchstplatzierung, Gesamtwochen, AuszeichnungChartplatzierungen (Jahr, Titel, Album, Platzierungen, Wochen, Auszeichnungen, Anmerkungen) | Höchstplatzierung, Gesamtwochen, AuszeichnungChartplatzierungen (Jahr, Titel, Album, Platzierungen, Wochen, Auszeichnungen, Anmerkungen) | Anmerkungen                                                                  |
| Jahr | Titel Album                                                     | DE | AT | CH | UK | US | Anmerkungen                                                                  |
| ---- | --------------------------------------------------------------- | --- | --- | --- | --- | --- | ---------------------------------------------------------------------------- |
| 1990 | The Power World Power                                           | DE2 Gold · (32 Wo.)DE | AT3 (18 Wo.)AT | CH1 Gold · (25 Wo.)CH | UK1 Silber · (23 Wo.)UK | US2 Platin · (22 Wo.)US | Erstveröffentlichung: 3. Januar 1990 Verkäufe: + 1.690.000                   |
| 1990 | Ooops Up World Power                                            | DE2 (25 Wo.)DE | AT2 Gold · (20 Wo.)AT | CH2 (22 Wo.)CH | UK5 Silber · (12 Wo.)UK | US35 Gold · (11 Wo.)US | Erstveröffentlichung: 1. Mai 1990 Verkäufe: + 780.000                        |
| 1990 | Cult of Snap! World Power                                       | DE3 (19 Wo.)DE | AT2 (12 Wo.)AT | CH5 (13 Wo.)CH | UK8 (7 Wo.)UK | — | Erstveröffentlichung: 10. September 1990                                     |
| 1990 | Mary Had a Little Boy World Power                               | DE4 (19 Wo.)DE | AT9 (12 Wo.)AT | CH4 (12 Wo.)CH | UK8 (10 Wo.)UK | — | Erstveröffentlichung: 26. November 1990                                      |
| 1991 | Snap! Mega Mix World Power                                      | DE15 (12 Wo.)DE | AT22 (5 Wo.)AT | CH5 (11 Wo.)CH | UK10 (6 Wo.)UK | — | Erstveröffentlichung: 18. März 1991                                          |
| 1991 | Colour of Love The Madman’s Return                              | DE9 (19 Wo.)DE | AT4 (15 Wo.)AT | CH4 (15 Wo.)CH | UK54 (3 Wo.)UK | — | Erstveröffentlichung: 9. Dezember 1991                                       |
| 1992 | Rhythm Is a Dancer The Madman’s Return                          | DE1 Platin · (36 Wo.)DE | AT1 Gold · (26 Wo.)AT | CH1 (32 Wo.)CH | UK1 ×2Doppelplatin · (36 Wo.)UK | US5 Gold · (39 Wo.)US | Erstveröffentlichung: 30. März 1992 Verkäufe: + 2.755.000                    |
| 1992 | Exterminate! The Madman’s Return                                | DE3 Gold · (23 Wo.)DE | AT9 (12 Wo.)AT | CH2 (21 Wo.)CH | UK2 (11 Wo.)UK | — | Erstveröffentlichung: 7. Dezember 1992 Verkäufe: + 250.000; feat. Niki Haris |
| 1993 | Do You See the Light (Looking For) The Madman’s Return          | DE13 (17 Wo.)DE | AT8 (10 Wo.)AT | CH10 (10 Wo.)CH | UK10 (8 Wo.)UK | — | Erstveröffentlichung: 10. Mai 1993 feat. Niki Haris                          |
| 1994 | Welcome to Tomorrow (Are You Ready?) Welcome to Tomorrow        | DE4 Gold · (25 Wo.)DE | AT11 (11 Wo.)AT | CH13 (20 Wo.)CH | UK6 Silber · (15 Wo.)UK | — | Erstveröffentlichung: 21. August 1994 Verkäufe: + 450.000; feat. Summer      |
| 1995 | The First, the Last, Eternity (Til the End) Welcome to Tomorrow | DE7 (22 Wo.)DE | AT3 Gold · (16 Wo.)AT | CH5 (21 Wo.)CH | UK15 (8 Wo.)UK | — | Erstveröffentlichung: 20. Februar 1995 Verkäufe: + 40.000; feat. Summer      |
| 1995 | The World in My Hands Welcome to Tomorrow                       | DE53 (10 Wo.)DE | — | — | UK44 (2 Wo.)UK | — | Erstveröffentlichung: 11. September 1995 feat. Summer                        |
| 1996 | Rame Welcome to Tomorrow                                        | DE34 (13 Wo.)DE | AT34 (5 Wo.)AT | — | UK50 (2 Wo.)UK | — | Erstveröffentlichung: 25. Februar 1996 feat. Rukmani                         |
| 1996 | The Power ’96 Snap! Attack – Best of Snap!                      | — | — | — | UK42 (2 Wo.)UK | — | Erstveröffentlichung: 12. August 1996 feat. Einstein                         |
| 2002 | Do You See the Light? 90>>2003 – The Cult of Snap!              | DE66 (3 Wo.)DE | — | — | UK14 (5 Wo.)UK | — | Erstveröffentlichung: 15. April 2002 vs. Plaything                           |
| 2003 | Rhythm Is a Dancer 2003 90>>2003 – The Cult of Snap!            | DE7 (12 Wo.)DE | AT10 (13 Wo.)AT | CH35 (11 Wo.)CH | — | — | Erstveröffentlichung: 2. Februar 2003                                        |
| 2003 | The Power of Bhangra 90>>2003 – The Cult of Snap!               | DE21 (7 Wo.)DE | AT36 (6 Wo.)AT | CH27 (6 Wo.)CH | UK34 (2 Wo.)UK | — | Erstveröffentlichung: 8. Juni 2003 vs. Motivo                                |
| 2003 | Ooops Up! 90>>2003 – The Cult of Snap!                          | DE69 (3 Wo.)DE | — | — | — | — | Erstveröffentlichung: 3. November 2003 feat. NG3                             |
| 2008 | Rhythm Is a Dancer Volume 08 –                                  | DE84 (3 Wo.)DE | — | — | — | — | Erstveröffentlichung: 23. Mai 2008 feat. Tom Novy                            |
| 2010 | Megamix 2009 The Power – Greatest Hits                          | DE52 (5 Wo.)DE | — | — | — | — | Erstveröffentlichung: 21. Mai 2010                                           |

Weitere Singles
- 1990: Keep It Up (Rocky V OST)
- 1991: Believe the Hype
- 1996: Rhythm Is a Dancer ’96 (feat. Einstein)
- 2000: Gimme a Thrill (feat. Maxayn)
- 2000: Angel (Rays of Love) (feat. Maxayn)
- 2005: Beauty Queen (feat. Loc)
- 2006: Excited (feat. Sarah Martin)
- 2007: We Want Your Soul (feat. Loc) / Shake That Ass
- 2008: Jumping (feat. Loc)
- 2009: Rhythm Is a Dancer 2009 (vs. Jens Kindervater)
- 2010: Rhythm Is a Dancer (Remixes 2010)
- 2015: Rhythm Is a Dancer (CJ Stone 2015 ReWork)

### Als Gastmusiker
- 2003: The Cult of Noise (Infernal feat. Snap!)
- 2006: The Power (Tom Novy feat. TV Rock & Snap!)
- 2009: Exterminate (Tom Novy vs. Snap!)

## Videoalben
- 1993: World Power
- 1996: Snap! Attack – Best of Snap!
- 2003: The Best

## Sonderveröffentlichungen
Remixe
- 1990: Clubland & Quartz – Let’s Get Busy (Snap! Remix)
- 1991: 90 Lovers – I Know You Got Soul (Smooth Snap Mix)
- 1991: Milli Vanilli feat. Bos the Real Voices – Keep on Running (Club Mix)
- 1995: The Human League – Don’t You Want Me (Snap! 7" Remix)
- 1998: 16 BIT – Où-es-tu? (Original/Instrumental Version)
- 2008: Big Ali feat. Dollarman – Hit the Floor (Snap Extended Remix)

## Statistik

### Chartauswertung
|                     | DE    | AT    | CH    | UK    | US    |
| ------------------- | ----- | ----- | ----- | ----- | ----- |
| Nummer-eins-Alben   | DE—DE | AT—AT | CH—CH | UK—UK | US—US |
| Top-10-Alben        | DE3DE | AT2AT | CH3CH | UK2UK | US—US |
| Alben in den Charts | DE5DE | AT5AT | CH5CH | UK5UK | US2US |

|                       | DE     | AT     | CH     | UK     | US    |
| --------------------- | ------ | ------ | ------ | ------ | ----- |
| Nummer-eins-Singles   | DE1DE  | AT1AT  | CH2CH  | UK2UK  | US—US |
| Top-10-Singles        | DE10DE | AT10AT | CH10CH | UK9UK  | US2US |
| Singles in den Charts | DE19DE | AT14AT | CH13CH | UK16UK | US3US |

### Auszeichnungen für Musikverkäufe
| Goldene Schallplatte - Australien - 1990: für die Single The Power - 1990: für die Single Ooops Up - 1991: für das Album World Power - 1992: für die Single Rhythm Is a Dancer - Belgien - 1995: für die Single The First, the Last, Eternity (Til the End) - Dänemark - 2021: für die Single Rhythm Is a Dancer - Frankreich - 1992: für die Single Rhythm Is a Dancer - Neuseeland - 1990: für die Single The Power - 1991: für das Album World Power - 1991: für die Single Ooops Up - Niederlande - 1990: für die Single The Power - 1991: für das Album World Power - 1992: für das Album The Madman’s Return - 1997: für das Album Snap! Attack – Best of Snap! - Schweden - 1990: für die Single The Power - 1990: für die Single Ooops Up - 1992: für das Album World Power - 1992: für die Single Rhythm Is a Dancer | 2× Goldene Schallplatte - Frankreich - 1993: für das Album The Madman’s Return Platin-Schallplatte - Italien - 2024: für die Single Rhythm Is a Dancer - Kanada - 1991: für das Album World Power - 1992: für das Album The Madman’s Return - Niederlande - 1992: für die Single Rhythm Is a Dancer - Spanien - 1990: für das Album World Power - 1990: für die Single The Power |

Anmerkung: Auszeichnungen in Ländern aus den Charttabellen bzw. Chartboxen sind in ebendiesen zu finden.
| Land/RegionAuszeichnungen für Musikverkäufe (Land/Region, Auszeichnungen, Verkäufe, Quellen) | Silber     | Gold       | Platin       | Verkäufe  | Quellen                   |
| -------------------------------------------------------------------------------------------- | ---------- | ---------- | ------------ | --------- | ------------------------- |
| Australien (ARIA)                                                                            | —          | 4× Gold4   | —            | 140.000   | aria.com.au               |
| Belgien (BRMA)                                                                               | —          | Gold1      | —            | 25.000    | ultratop.be               |
| Dänemark (IFPI)                                                                              | —          | Gold1      | —            | 45.000    | ifpi.dk                   |
| Deutschland (BVMI)                                                                           | —          | 4× Gold4   | 2× Platin2   | 2.000.000 | musikindustrie.de         |
| Frankreich (SNEP)                                                                            | —          | 3× Gold3   | —            | 450.000   | infodisc.fr               |
| Italien (FIMI)                                                                               | —          | —          | Platin1      | 100.000   | fimi.it                   |
| Kanada (MC)                                                                                  | —          | —          | 2× Platin2   | 200.000   | musiccanada.com           |
| Neuseeland (RMNZ)                                                                            | —          | 3× Gold3   | —            | 20.000    | aotearoamusiccharts.co.nz |
| Niederlande (NVPI)                                                                           | —          | 4× Gold4   | Platin1      | 300.000   | nvpi.nl                   |
| Österreich (IFPI)                                                                            | —          | 5× Gold5   | —            | 125.000   | ifpi.at                   |
| Schweden (IFPI)                                                                              | —          | 4× Gold4   | —            | 125.000   | sverigetopplistan.se      |
| Schweiz (IFPI)                                                                               | —          | Gold1      | 2× Platin2   | 125.000   | hitparade.ch              |
| Spanien (Promusicae)                                                                         | —          | —          | 2× Platin2   | 75.000    | mediafire.com             |
| Vereinigte Staaten (RIAA)                                                                    | —          | 3× Gold3   | Platin1      | 2.500.000 | riaa.com                  |
| Vereinigtes Königreich (BPI)                                                                 | 3× Silber3 | 2× Gold2   | 2× Platin2   | 2.000.000 | bpi.co.uk                 |
| Insgesamt                                                                                    | 3× Silber3 | 35× Gold35 | 13× Platin13 |           |                           |